# Cerataphis orchidearum
Cerataphis orchidearum är en insektsart som först beskrevs av John Obadiah Westwood 1879. Enligt Catalogue of Life ingår Cerataphis orchidearum i släktet Cerataphis och familjen långrörsbladlöss, men enligt Dyntaxa är tillhörigheten istället släktet Cerataphis och familjen gömbenbladlöss. Arten är reproducerande i Sverige. Inga underarter finns listade i Catalogue of Life.